# Hajar Safarzadeh
Hajar Safarzadeh Ghahderijani (persan : هاجر صفرزاده), née le 14 mars 2000, est une athlète handisport iranienne spécialiste du sprint concourant en T12 pour les athlètes ayant une déficience visuelle.

## Carrière
En octobre 2023, elle est médaillée d'or du 200 m T12 en 25 s 87 lors des Jeux para-asiatiques de 2022.
Aux Championnats du monde 2024, Safarzadeh remporte le 400 m T12 en 57 s 56 en battant le record d'Asie de la distance devant les Brésiliennes Lorraine Gomes et Ketyla Teodoro. Quelques mois plus tard, elle remporte la médaille d'argent du 400 m T12 en 55 s 39 derrière la Cubaine Omara Durand lors des Jeux paralympiques. Elle sert également en tant que porte-drapeau lors de la cérémonie d'ouverture.